# Preguntados
Preguntados es una franquicia de entretenimiento de plataformas y una de las marcas más exitosas de la división de Gaming de Etermax, también creadora de Apalabrados y Mezcladitos, entre otros. Inicialmente presentada como un videojuego de preguntas para celulares iOS y Android, lanzado a finales de 2015, actualmente está compuesta por diferentes juegos activos, entre los que se destacan: Preguntados, Preguntados 2, Preguntados Cars, Preguntados Aventura o el próximo Preguntados Quest, que suman más de 600 millones de descargas a nivel mundial y más de 150 millones de usuarios activos anuales, incluyendo aquellos que se entretienen y conectan con otros a través de redes sociales como Facebook o con filtros gratuitos de Instagram como Desafío Preguntados, con la acción de Google Assistant, la skill de Amazon Alexa o la versión para Apple Watch. Preguntados está disponible en más de 180 países, alcanzando el puesto N° 1 en juegos de trivia en 125 de ellos. Completan la experiencia juegos de mesa, productos de consumo y experiencias, así como la serie animada Triviatopia, inspirada en sus personajes. En marzo de 2023, CrazyGames publicó un nuevo juego: Preguntados y lo puso, por primera vez, a disposición de los jugadores de navegador instantáneo de todo el mundo.

## Modo de juego
Hay dos modos de juego: Clásico y Duelo. En el clásico, dos jugadores compiten en ser el primero en obtener seis personajes, cada uno de ellos representando una temática específica (Artes, Ciencia, Deportes, Entretenimiento, Geografía e Historia). Para ello, deben rellenar una barra de progreso contestando correctamente preguntas de selección simple, cuya temática es determinada previamente por el giro de una ruleta. El Duelo es una modalidad más rápida del juego, que consiste en contestar una serie de preguntas (12 para ser precisos). Acá compiten varios jugadores a la vez, y el que contesta más preguntas correctas gana el juego; en caso de empate, el que respondió más rápido gana. Actualmente está premiado con 300 monedas.
El juego ha tenido una rápida expansión en Latinoamérica, y alcanzó a ser la aplicación con mayor cantidad de descargas a nivel mundial. La aplicación permite la integración con una cuenta de Facebook, pero esto no es obligatorio, permitiendo a los usuarios que así lo deseen crearse cuentas propias.
Su popularidad es tan alta que el programa televisivo de Susana Giménez lo incorporó en 2014 como competencia. Una actualización de la aplicación permite jugar por las mismas preguntas que se están respondiendo en vivo por televisión. El espectador que respondía la mayor cantidad de preguntas correctas en el menor tiempo ganaba un viaje al Caribe.

## Gameplay
Para comenzar una partida, un jugador reta a otro, el cual puede ser definido en forma aleatoria o por cuenta propia (utilizando el nombre de usuario del otro jugador o bien un amigo en Facebook). La partida se divide en rondas, jugándose hasta 25 en una. El retador inicia la partida, girando una ruleta con siete categorías, seis de ellas representando seis categorías (Artes, Ciencia, Deportes, Entretenimiento, Geografía e Historia) y una de ellas representando una casilla especial representada por una corona. Una vez detenida, se muestra una pregunta de selección múltiple con cuatro opciones al jugador (cuya temática corresponde a la casilla donde cayó la ruleta), teniendo éste hasta 20 segundos para seleccionar la respuesta correcta. Si responde correctamente, rellena un tercio de su barra de corona ubicada en la parte inferior de la pantalla y vuelve a girar la ruleta. Si no lo hace (o se queda sin tiempo), pierde su turno, dándole la oportunidad al otro jugador de repetir el procedimiento, alternándose el turno y el giro de la ruleta cada vez que un jugador se equivoque. Una ronda finaliza una vez que tanto el retador como el retado hayan fallado sus preguntas.
Si un jugador rellena su barra de corona, o bien cae en una casilla especial, tiene la posibilidad de elegir entre Corona y Duelo. Si selecciona Corona, el jugador debe seleccionar una categoría cuyo personaje aún no haya obtenido y debe responder una pregunta con características similares a lo descrito previamente. Si responde correctamente, obtiene el personaje y prosigue normalmente con su barra de corona devuelta a cero. Si no lo hace, pierde su turno, con la penalidad de tener su barra de corona devuelta a cero si había caído en la casilla especial, o bien devuelta a dos barras si había rellenado previamente su barra.
Si selecciona Duelo, entonces los dos jugadores se enfrentan a una serie de 6 preguntas (1 por cada temática) similares para cada uno, todas con el mismo formato que las anteriores. Si tras responder todas las preguntas el retador obtuvo más preguntas correctas que el retado, entonces el retador se queda con un personaje del retado (elegido previamente); si el retado gana, entonces el retador pierde uno de sus personajes (también elegido previamente). Si ambos respondieran igual cantidad de preguntas correctamente, entonces al jugador retado se le enfrentará una pregunta de categoría aleatoria, la cual dependiendo de si responde correctamente o no, determinará el ganador del duelo (con las mismas consecuencias para el retador en ambos casos).
Aquel jugador que logre obtener primero los seis personajes, será el ganador de la partida. Si tras 25 rondas ninguno de los jugadores obtuvo los seis personajes, ganará quien tuviera más personajes. Si ambos tuvieran la misma cantidad de personajes, jugarán un Duelo entre sí (con el mismo formato del mismo descrito anteriormente), cuyo vencedor ganará la partida. Si en esta instancia ambos jugadores respondieran correctamente la misma cantidad de preguntas entre sí, será ganador de la partida el jugador retador.

## Categorías y personajes
- Geografía: Representada por Tito, un globo terráqueo de color azul.
- Ciencia: Representada por Albert, un tubo de ensayo de color verde.
- Historia: Representada por Héctor, un yelmo de color amarillo.
- Deporte: Representado por Bonzo, una pelota de Fútbol Americano de color naranja.
- Arte: Representado por Tina, un pincel de color rojo.
- Entretenimiento: Representado por Pop, una bolsa de palomitas de maíz de color rosa.
- Corona de Preguntados: Representando por Andy, una corona de color dorado.
- Ruleta: Representado por Willy, una ruleta de los colores: azul, rojo, amarillo, naranja, violeta y rosa.
- Duelo de Preguntados: Representando por Rocky, una espada de color celeste.

## Juego para Netflix
El 1 de abril de 2022, la plataforma Netflix lanzó un nuevo juego llamado Preguntados Quest.